# Garantie
Garantie bedeutet die vertragliche Übernahme der Haftung für einen bestimmten Erfolg oder die Gefahr bzw. den Schaden, der aus einem Rechtsverhältnis mit einem Dritten entstehen kann. Der Garantie- oder Gewährvertrag sichert damit ein künftiges Risiko.

## Etymologie
Das deutsche Wort Garantie wurde französisch garantie („Bürgschaft, Sicherheit“) entlehnt. Es geht auf altfranzösisch garantie zurück, eine Ableitung von altfranzösisch garant („Bürge, Zeuge, (Be)schützer“). Dieses geht auf eine Entlehnung aus einer germanischen Sprache zurück, vermutlich aus altniederfränkisch *wārjan („als wahr bezeichnen, die Richtigkeit verbürgen“). Das Lehnwort Garantie gelangte im Jahre 1661 nach Preußen. Es wurde zunächst in der Diplomatensprache verwandt.
Das Wort Gewährleistung kommt von „Gewähr leisten“. Gewähr (mittelhochdeutsch gewer ist ein altes Rechtswort) ist das Substantiv zu gewähren. Gewähren kommt von mittelhochdeutsch gewern („zugestehen, bezahlen, es durch Leistung zu etw. bringen“), von althochdeutsch giwerēn („zugestehen, Gewähr leisten“). Es ist verwandt mit dem Adjektiv wahr.

## Garantie in der Umgangssprache
In der Umgangssprache wird unter Garantie vornehmlich die Zusicherung der Funktionsfähigkeit von Gütern – insbesondere technischer Konsumgüter – für einen bestimmten Zeitraum bezeichnet. Bei Funktionsmängeln während dieses Zeitraums verpflichtet sich der Hersteller oder Verkäufer, der die Garantie abgegeben hat, die Funktionsfähigkeit kostenlos wiederherzustellen. Die Bedingungen der Garantie sind in einem Garantieschein festgehalten. Der Sprachgebrauch macht häufig keinen Unterschied zwischen der gesetzlichen Gewährleistungspflicht und einer zusätzlichen freiwillig angebotenen vertraglichen Garantie, während es sich juristisch um unterschiedliche Rechte bzw. Verpflichtungen handelt.

## Geschichte
In Brügge tauchte das Wort für „Sicherheit, Gewähr“ (französisch garantie) ersichtlich erstmals im Jahre 1334 auf. Mit der Reichsgarantie verband man 1669 die Zusicherung des Reichs für den Fall des Angriffs auf das Territorium eines Reichsglieds, militärischen Beistand zu leisten. In England erkannte 1704 ein erstinstanzliches Urteil die Garantie an, wenn zwei Personen in einen Laden kommen, der eine etwas kaufen möchte und der andere dem Verkäufer verspricht, dass er zahlen werde. Das Gericht King’s Bench hielt diese mündlich gültige Erklärung für eine Sicherheitenstellung (englisch collateral undertaking). Johann Georg Krünitz erwähnte 1776 die Garantie als staatliche Sicherheit für Pfandbriefe.
Das im Januar 1900 in Kraft getretene BGB befasste sich zwar mit der Gewährleistung, nicht aber mit der Garantie als Vertragstyp. Das Reichsgericht (RG) führte jedoch bereits im Juni 1905 aus, dass der Garantievertrag vor dem Hintergrund der Vertragsfreiheit im deutschen Recht unbestritten ist. Hierin lehnte das RG eine Schriftformerfordernis des Garantievertrages ab; die Formvorschrift für die Bürgschaft aus § 766 BGB sei nicht anwendbar. Der Bundesgerichtshof (BGH) übernahm bereits im Oktober 1954 diese Rechtsprechung. Für ihn lag ein Garantievertrag vor, „sofern dem Gläubiger gewährleistet wird, dass er die Leistung auf jeden Fall erhalten soll, und zwar auch dann, wenn die Verbindlichkeit des Hauptschuldners nicht zur Entstehung gekommen oder später weggefallen ist“.
Im Januar 1917 erkannte das österreichische ABGB die Garantie an. 
In Frankreich regelt seit März 2006  der Code civil (CC) die „persönlichen Sicherheiten“ durch Art. 2287-1 CC. 
Früher als im Zivilrecht hat sich die Garantie hingegen im Außenhandel durchgesetzt. Häufige Garanten sind im internationalen Kreditverkehr insbesondere Kreditinstitute und Versicherer, die Vertragsmuster für die verschiedenen Garantiearten entwickelten. Dafür hat die Internationale Handelskammer (Paris) vor allem in den Jahren 1978 und 1991 einheitliche Regeln aufgestellt. Auch die seit 1995 verhandelte und ab Januar 2000 geltende „UN Convention on Independent Guarantees and Stand-by Letters of Credit“ vereinheitlicht das Garantiewesen. Auf europäischer Ebene findet sich seit 2008 ein Regelungsvorschlag für die Garantie in Buch IV der Draft Common Frame of Reference (DCFR) zu den persönlichen Sicherheiten durch Verbraucher. Hierin sind Bürgschaft und Garantie durch einige allgemeine Regeln verbunden. Verbrauchern ist die Übernahme einer Garantie wegen des Gefahrenpotentials dieser Vertragsform verwehrt.

## Arten
Es gibt generell zwei Hauptarten, und zwar die Gewährleistungsgarantie und die Interzessionsgarantie. Bei der Gewährleistungsgarantie steht der Hersteller oder Händler (Garant) dafür ein, dass bei Kauf- oder Werkverträgen der Vertragsgegenstand bestimmte Eigenschaften aufweist. Bei der Interzessionsgarantie hat der Garant entweder für einen künftigen Schaden oder Verlust ohne Rücksicht auf Verschulden einzustehen oder die Haftung für einen bestimmten wirtschaftlichen Erfolg zu übernehmen. Der Garant übernimmt die unbedingte Verpflichtung zur Schadloshaltung, falls der garantierte Erfolg nicht eintritt.

### Gewährleistung des Schuldners
Eine Gewährleistungspflicht des Verkäufers gibt es nach den gemäß Art. 229 § 5 Abs. 1 Satz 1 EGBGB anzuwendenden Kaufrechtsvorschriften, wenn der Verkäufer gemäß § 434 Abs. 1 Satz 1 BGB, § 276 Abs. 1 Satz 1 BGB das Vorliegen einer bestimmten Beschaffenheit der Kaufsache garantiert hat. Inhaltlich bedeutet die Zusicherung einer Eigenschaft die Übernahme einer Garantie für das Vorhandensein dieser Eigenschaft, verbunden mit dem Versprechen, für alle Folgen ihres Fehlens (auch ohne Verschulden) einzustehen. Eine auf die Übernahme einer Garantie abstellende Formulierung enthalten deshalb jetzt auch die §§ 442 Abs. 1 BGB und § 443 BGB.
Die Gewährleistungsgarantie betrifft die gesetzlich festgelegte Mängelhaftung des Verkäufers/Herstellers für verkaufte Ware innerhalb einer bestimmten Frist. Sie beträgt im Kaufrecht gemäß § 438 Abs. 1 Nr. 3 BGB 24 Monate, während der der Käufer Nacherfüllung (§ 439 BGB), Minderung des Kaufpreises (§ 441 BGB), Rücktritt vom Vertrag (§ 440 BGB, § 323 BGB, § 326 Abs. 5 BGB), Aufwendungsersatz (§ 284 BGB) oder Schadensersatz (§ 440 BGB, § 280 BGB, § 281 BGB) verlangen kann. Sie kann bei Gebrauchtwaren per AGB oder einzelvertraglich auch gegenüber Verbrauchern auf zwölf Monate verkürzt werden. § 443 BGB erhebt die Garantie zum Rechtsbegriff. Hier ist festgelegt, wenn der Verkäufer, Hersteller oder ein sonstiger Dritter in einer Erklärung oder einschlägigen Werbung, die vor oder bei Abschluss des Kaufvertrags verfügbar war, zusätzlich zu der gesetzlichen Mängelhaftung insbesondere die Verpflichtung eingeht, den Kaufpreis zu erstatten, die Sache auszutauschen, nachzubessern oder in ihrem Zusammenhang Dienstleistungen zu erbringen, falls die Sache nicht diejenige Beschaffenheit aufweist oder andere als die Mängelfreiheit betreffende Anforderungen nicht erfüllt, die in der Erklärung oder Werbung beschrieben sind, dem Käufer im Garantiefall unbeschadet der gesetzlichen Ansprüche die Rechte aus der Garantie gegenüber dem Garantiegeber zustehen. Soweit der Garantiegeber eine Garantie dafür übernommen hat, dass die Sache für eine bestimmte Dauer eine bestimmte Beschaffenheit behält (Haltbarkeitsgarantie), wird vermutet, dass ein während ihrer Geltungsdauer auftretender Sachmangel die Rechte aus der Garantie begründet (§ 443 Abs. 2 BGB). Die Garantiezusage bezieht sich häufig auf die Funktionsfähigkeit bestimmter Teile (oder des gesamten Geräts) über einen bestimmten Zeitraum. Bei einer Garantie spielt der Zustand der Ware zum Zeitpunkt der Übergabe an den Kunden keine Rolle, da die Funktionsfähigkeit für den Zeitraum „garantiert“ wird. Die Garantie ist jedoch üblicherweise ausgeschlossen, wenn die Ursache des Defekts beim Kunden liegt oder der Kunde versucht hat, selbst eine Reparatur durchzuführen.
Zeigt sich beim Verbrauchsgüterkauf innerhalb von 12 Monaten (bis 2021 6 Monate) seit Gefahrübergang ein Sachmangel, so wird gemäß § 477 BGB vermutet, dass die Sache bereits bei Gefahrübergang mangelhaft war, es sei denn, diese Vermutung ist mit der Art der Sache oder des Mangels unvereinbar. Sondervorschriften gibt es hier für die Garantieerklärung (§ 479 BGB). Beim Werkvertrag beträgt die Gewährleistungsgarantie gemäß § 634a Abs. 1 BGB bei Bauwerken fünf Jahre, ansonsten zwei Jahre. Gilt die VOB/B, sind diese Mängelansprüche bei Bauwerken auf vier Jahre verkürzt (§ 13 Abs. 4 VOB/B). Für Ersatzteile von maschinellen und elektrotechnischen/elektronischen Anlagen, bei denen die Wartung Einfluss auf Sicherheit und Funktionsfähigkeit hat, beträgt die Verjährungsfrist für Mängelansprüche zwei Jahre (§ 13 Abs. 4 Nr. 2 VOB/B).

### Einstehen für einen Dritten
Während bei der Gewährleistungsgarantie in der Regel der Hersteller oder Händler selbst die Haftung für eine eigene Verpflichtung übernimmt, gibt es im Wirtschaftsleben zusätzlich die Möglichkeit, dass ein Dritter (Garant) mit guter Bonität die Verpflichtungen eines Herstellers oder Händlers absichert (Interzession). Sie deckt im internationalen Handelsverkehr und internationalen Kreditverkehr Erfüllungs- oder Zahlungsrisiken ab. Diese Garantie dokumentiert, dass der Begünstigte eine vertraglich vereinbarte Leistung (z. B. Zahlung, Lieferung, Dienstleistung) von einem Dritten erhält. Bei Nichterfüllung darf der festgelegte Garantiebetrag vom Garanten gefordert werden.
Mit dem in Deutschland gesetzlich nicht geregelten Garantievertrag verpflichtet sich der Garant (Sicherungsgeber) selbständig gegenüber dem Gläubiger eines Dritten (Sicherungsnehmer), bestimmte wirtschaftliche Folgen einer Schlecht- oder Nichterfüllung der Verbindlichkeit des Dritten oder die Haftung für einen Schaden/Erfolg zu übernehmen. Die Attribute „selbständig, abstrakt“ besagen, dass die Garantieverpflichtung losgelöst von der Hauptverpflichtung übernommen wird. Fällt die Hauptverpflichtung aus irgendeinem Grunde fort, bleibt die Garantieverpflichtung dessen ungeachtet weiter bestehen.
Diese Form der Gewährleistung ist international üblich, jedoch im BGB nicht geregelt, aber zulässig nach den §§ 311 Abs. 1 BGB, § 241 Abs. 1 BGB. Die Bestimmungen über die Bürgschaft können nicht analog angewandt werden; es gilt vielmehr analog das übrige Schuldrecht.

#### Beteiligte
Eine natürliche oder juristische Person, die aus einem Rechtsgeschäft eine Verpflichtung zu erfüllen hat (Auftraggeber, Hauptschuldner, Verpflichteter), beauftragt eine dritte Partei (Garant), eine Garantie zugunsten eines Dritten (Begünstigter) auszustellen. Der Garantievertrag kommt zwischen Garanten und dem Auftraggeber zustande. Garant ist meist ein Kreditinstitut (Bankaval), es kann jedoch auch eine Versicherungsgesellschaft (Kautionsversicherung), eine Muttergesellschaft oder eine staatliche Institution (Bundesgarantie, Landesgarantie) der Garant sein. Bankgarantien (Avalkredite) können direkt durch die Bank des Verpflichteten an den Begünstigten abgegeben werden (direkte Garantie) oder indirekt über eine Korrespondenzbank (indirekte Garantie). Bei letzterer Konstruktion spricht man auch von einer Rückgarantie (englisch counter guarantee).

#### Abstraktheit
Die Abstraktheit ist kein juristischer Ausdruck, sondern sie wird in der Wirtschaftspraxis als Gegensatz zur Akzessorietät (der Bürgschaft) verwendet. Die Garantie ist so verstanden in zweifacher Weise abstrakt. Einerseits begründet sie eine vom Grundgeschäft unabhängige Leistungsverpflichtung des Garanten (äußere Abstraktheit), andererseits bleibt die Wirksamkeit einer Verfügung dadurch unbeeinträchtigt, dass die Vereinbarung über ihren Zweck nicht in ihr enthalten ist (inhaltliche Abstraktheit). Das der Bankgarantie zugrunde liegende Rechtsverhältnis zwischen dem Hauptschuldner und dem Garantie-Begünstigten (sog. Valutaverhältnis) hat für die Rechtsbeziehungen des Begünstigten zum Garanten daher nur ausnahmsweise Bedeutung. Die auf das Grundgeschäft bezogenen Einreden/Einwendungen des Hauptschuldners gegenüber dem Begünstigten werden daher für den Garanten ausgeschlossen.
Im Gegensatz zum abstrakten Sicherungsinstrument Garantie ist die Bürgschaft akzessorisch, so dass die auf das Grundgeschäft bezogenen Einreden/Einwendungen des Hauptschuldners gegenüber dem Begünstigten auch dem Bürgen zustehen und die Bürgschaft mit dem Bestand der Forderung aus dem Grundgeschäft sehr eng zusammenhängt.

#### Garantiearten
Um die Rechtssicherheit in internationalen Geschäften zu verbessern und zu verhindern, dass Auftraggeber oder Auftragnehmer aufgrund ihrer wirtschaftlichen Macht einseitige und unbillige Vertragsbedingungen durchsetzen, haben internationale Finanzierungsinstitute Kreditbedingungen erarbeitet, die für Aufträge verbindlich sind, die durch diese Institutionen finanziert werden. So hat z. B. Weltbank ein Regelwerk für die Vergabe von Projektaufträgen herausgegeben, das auch verbindliche Texte für diverse Garantien vorschreibt.
- Anzahlungsgarantie (auch Rückzahlungsgarantie, englisch Advance payment guarantee, französisch Garantie des dépôts): Garantie des Verkäufers zugunsten des Käufers, dass die Anzahlung zurückgezahlt wird, falls der Vertrag nicht durchgeführt wird.
- Ausbietungsgarantie: Sichert dem Gläubiger aus einem Grundpfandrecht bei der Zwangsversteigerung einen möglichen Forderungsausfall ab.
- Bietungsgarantie (auch Bereitschaftserklärung, englisch tender guarantee, bid bond, provisional guarantee, französisch Garantie de soumission, Garantie provisoire): Bei einer Ausschreibung abgeschlossene Garantie vom Exporteur zugunsten des Anbieters.
- Delkredere: Garantie für die Zahlungsfähigkeit im Handelsrecht (§ 86b, § 394 HGB).
- Erfüllungsgarantie (auch Lieferungs- oder Leistungsgarantie, englisch performance guarantee/bond, französisch Garantie de livraison): Für die vertragsgemäße Erfüllung der Leistung zugunsten des Käufers.
- Gewährleistungsgarantie (englisch Warranty guarantee, retention money bond, französisch Garantie de bonne fin): Risikodeckung für Abstellung auftretender Mängel innerhalb der Gewährleistungsfrist.
- Konnossementsgarantie (englisch shipping guarantee, B/L, französisch garantie de connaissement): Im Auftrag des Importeurs zugunsten des Verfrachters erstellte Garantie.
- Liefergarantie (englisch delivery bond, französisch garantie de livraison): Sichert die ordnungsgemäße Lieferung aus einem Vertrag.
- Mietgarantie: Sichert die Zahlung der in einem Mietvertrag über Wohnräume oder Geschäftsräume zwischen Vermieter und Mieter vereinbarten Miete.
- Mobilitätsgarantie: Haftung bei Ausfall eines Verkehrsmittels
- Vertragserfüllungsgarantie (englisch performance bond, französisch garantie d'exécution): Sichert die ordnungsgemäße Erfüllung eines Anspruchs aus einem Vertrag.
- Wechseleinlösungsgarantie (Aval auf den Wechsel; der Garant sichert Wechselverpflichtung ab).
- Zahlungsgarantie (englisch payment guarantee, französisch Garantie de paiement): Sicherung des Zahlungsanspruchs des Exporteurs auf den Kaufpreis.
- Zollgarantie (englisch customs bond, französisch garantie douanière): Sichert den Zollorganen die Zahlung des Einfuhrzolls.

Die Vertragsfreiheit ermöglicht auch die Vereinbarung weiterer Garantiearten.

#### Garantie im Bankgeschäft
Die Garantie im Bankgeschäft stellt ein wichtiges Sicherungsmittel dar, welches insbesondere im internationalen Kreditverkehr die Bürgschaft ersetzt. Entweder nehmen Kreditinstitute diese Gewährleistung als Kreditsicherheit herein oder stellen Bankgarantien aus, die bestimmte Geschäfte absichern.
Dabei verpflichtet sich der Garant einseitig im formfreien Garantievertrag, entweder für einen künftigen Schaden/Verlust ohne Rücksicht auf Verschulden einzustehen oder die Haftung für einen bestimmten wirtschaftlichen Erfolg zu übernehmen. Der garantierte Erfolg kann auch darin bestehen, dass die Bank als Kreditgeber einer Kreditforderung den Kreditbetrag vom Schuldner zurückerhält. Es handelt sich um eine abstrakte Haftung, die selbständig neben der Hauptschuld übernommen wird, selbst wenn letztere aus Rechtsgründen nicht (mehr) besteht. Der Garant hat im Garantiefall den Gläubiger so zu stellen, als ob der garantierte Erfolg eingetreten oder der Schaden nicht entstanden wäre.
Eine Unterform ist die Garantie „auf erstes Anfordern“. Sie hat den Zweck, rechtliche oder tatsächliche Streitfragen aus dem Rechtsverhältnis Gläubiger-Hauptschuldner (sog. Valutaverhältnis) – deren Beantwortung sich nicht von selbst ergibt („liquide Beweise“) – aus dem Garantieversprechen herauszuhalten und nach vollzogener Inanspruchnahme einem Rückforderungsprozess zwischen Gläubiger und Hauptschuldner vorzubehalten. Das der Stellung der Bankgarantie zugrunde liegende Rechtsverhältnis zwischen dem Garantieauftraggeber und dem Begünstigten hat für die Rechtsbeziehungen des Begünstigten zur Bank daher nur dann Bedeutung, wenn sich dies aus dem Inhalt des Garantievertrages ergibt oder wenn eine missbräuchliche Inanspruchnahme der Garantie offensichtlich oder liquide beweisbar ist. Bei Bankgarantien auf erstes Anfordern wird sich nur in Ausnahmefällen aus dem Garantievertrag ableiten lassen, dass im Falle des Vorliegens der formellen Voraussetzungen für die Inanspruchnahme der Garantie (formeller Garantiefall) der Anspruch des Begünstigten gegen die Bank zusätzlich noch davon abhängig sein soll, dass ihm auch im Valutaverhältnis zum Garantieauftraggeber ein Anspruch zusteht (materieller Garantiefall).
Eine Rück- oder Gegengarantie auf erstes Anfordern liegt vor, wenn im Rahmen eines mehrstufigen (indirekten) Garantieverhältnisses die vom Garantieauftraggeber eingeschaltete (Erst-)Bank die Garantie gegenüber dem (Letzt-)Begünstigten nicht selbst erteilt, sondern damit eine weitere Bank (Zweitbank) beauftragt und dieser die Erstattung der aus deren Garantieübernahme entstehenden Aufwendungen „auf erstes Anfordern“ verspricht. Im Verhältnis der beteiligten Banken zueinander handelt es sich um eine selbständige direkte Garantie zur Sicherung und Ergänzung des vertraglichen Aufwendungsersatzanspruchs der Zweitbank gegen die Erstbank. Diese für Direktgarantien auf erstes Anfordern entwickelten Regeln gelten grundsätzlich auch für eine Rückgarantie auf erstes Anfordern. Beim Missbrauchseinwand muss jedoch den Besonderheiten der Rückgarantie Rechnung getragen werden. Der zu begleichende Anspruch aus der Rückgarantie ist vom tatsächlichen Eintritt der Zahlungsvoraussetzungen der Garantie der Zweitbank gegenüber dem Letztbegünstigten grundsätzlich unabhängig. Ebenso wenig setzt er voraus, dass die Zweitbank die Zahlung an den Letztbegünstigten für erforderlich (§ 670 BGB) halten durfte; diese Frage ist vielmehr erst in einem Rückforderungsprozess zwischen Erst- und Zweitbank zu klären.

#### Bankenaufsichtsrechtliche Anerkennung
Garantien dienen meist als Kreditsicherheit bei Kreditinstituten. Diese gewähren Kredite an dritte Kreditnehmer auf der Grundlage der Kreditwürdigkeit des Garanten. Voraussetzung ist die so genannte Bürgensubstitution, bei der das schlechtere Risikogewicht des Kreditnehmers durch das bessere Risikogewicht des Garanten ersetzt wird.

##### Allgemeines
Kreditsicherheiten gelten seit Januar 2014 bankenaufsichtsrechtlich als Kreditrisikominderungstechniken. Werden Kreditsicherheiten durch die in allen EU-Mitgliedstaaten geltende Kapitaladäquanzverordnung (englische Abkürzung CRR) als Kreditrisikominderungstechniken anerkannt, führen sie bei Kreditinstituten zu einer geringeren Unterlegung durch Eigenkapital als bei Blankokrediten. Das hat zur Folge, dass besicherte Kredite mit einem günstigeren Kreditzins gewährt werden können.
Art. 194 CRR stellt Grundsätze für die aufsichtsrechtliche Anerkennung von Kreditrisikominderungstechniken auf, wonach Kreditsicherheiten insbesondere in allen Rechtsordnungen rechtswirksam (englisch valid) und durchsetzbar (englisch enforcable) sein müssen, ausreichend liquide, im Zeitablauf wertstabil und bei einem Kreditereignis zeitnah verwertbar sein müssen. Die positive Korrelation zwischen den Sicherheiten und der Kreditnehmerbonität darf nicht sehr hoch sein (Art. 194 Abs. 4 CRR). Unterschieden wird zwischen Kreditrisikominderungstechniken „mit Sicherheitsleistung“ (Realsicherheiten; Art. 4 Abs. 1 Nr. 58 CRR) und „ohne Sicherheitsleistung“ (Personalsicherheiten; Art. 203 CRR).

##### Garantien
Demnach gehören Garantien (und Bürgschaften) als Gewährleistungen zu den Personalsicherheiten. Zwecks Anerkennung haben Garantien bestimmte Bedingungen zu erfüllen. Art. 213 CRR verlangt unmittelbare Garantien, nach Art. 214 Abs. 1 CRR sind bestimmte Rückgarantien anerkannt. Bei Rückgarantien von Staaten und anderen öffentlichen Stellen dürfen die besicherten Kredite wie Forderungen an den Staat behandelt werden. Art. 215 CRR schreibt vor, dass bei Ausfall des Kreditnehmers der Sicherungsgeber (Garant) uneingeschränkt in Anspruch genommen werden kann und kein Vorbehalt vorhanden sein darf, nach dem das Institut den geschuldeten Betrag zunächst beim Kreditnehmer einfordern muss. Dieses Kriterium ist bei Garantien auf erste Anforderung erfüllt. Gemäß Art. 183 Abs. 1c CRR muss sie schriftlich erteilt sein, darf vom Sicherungsgeber nicht widerrufen werden können und Vermögenswerte des Sicherungsgebers müssen durch ein vollstreckbares Urteil pfändbar sein. Für anerkannte Sicherungsgeber gelten nach Art. 183 Abs. 1b CRR dieselben Regeln wie für Schuldner (Art. 171, 172 und 173 CRR), so dass deshalb die wirtschaftlichen Verhältnisse des haftenden Sicherungsgebers im Rahmen einer Kreditwürdigkeitsprüfung genauso zu prüfen sind wie die des Kreditnehmers. Zur Vermeidung positiver Korrelationen dürfen Sicherungsgeber weder konzernmäßig mit dem Kreditnehmer (englisch cross-garanties) noch mit dem Kreditinstitut verbunden sein. Nach Art. 233 Abs. 1 (CRR) ist bei der Sicherheitenbewertung der Betrag als Kreditsicherheit anzusetzen, zu dessen Zahlung sich der Sicherungsgeber im Falle des Kreditereignisses verpflichtet hat.

#### Garantiefall
Der Garantiefall tritt ein, wenn der Hauptschuldner aus dem garantierten Vertrag die von ihm geschuldete Hauptleistungspflicht nicht erfüllt. Dann ist der Garant aus der Garantie verpflichtet, Zahlung zu leisten. Durch die Zahlung geht bei der Bürgschaft gemäß § 774 Abs. 1 BGB die Forderung des Gläubigers gegen den Hauptschuldner auf den Bürgen kraft Gesetzes über (Legalzession), bei der Garantie wird ein Aufwendungsersatzanspruch aus § 670 BGB zugrunde gelegt.
Zu unterscheiden ist zwischen dem materiellen und dem formellen Garantiefall, was der BGH in seine Rechtsprechung übernahm. Der materielle Garantiefall bezieht sich auf die aus dem Grundgeschäft zu sichernde Forderung. Er setzt voraus, dass dem begünstigten Gläubiger tatsächlich ein Anspruch gegen den Hauptschuldner zusteht. Dabei hat er die Schlüssigkeit der Hauptforderung zu beweisen und nachzuweisen, dass die durch Garantie gesicherte Forderung fällig ist. Der formelle Garantiefall besteht dagegen in der bloßen Behauptung des begünstigten Gläubigers, dass der materielle Garantiefall vorliege, verbunden mit einer Zahlungsaufforderung. Der Gläubiger muss lediglich das behaupten, was Zahlungsbedingung der Garantie war. Liegen diese Voraussetzungen vor, darf der Gläubiger den Garanten aus der gegebenen Garantie auf Geldzahlung in Anspruch nehmen. Ist der materielle Garantiefall dagegen nicht eingetreten, kann der Garant seine Inanspruchnahme im Urkundenprozess als missbräuchlich verhindern. Bei einer Garantie auf erstes Anfordern hat der Garant bereits zu leisten, wenn der formelle Garantiefall eingetreten ist.

## Garantie im Völkerrecht
Wenn die Einhaltung von Verträgen zwischen Staaten (international oder bilateral) durch weitere nicht die direkt beteiligte Staaten (meist Großmächte) garantiert wird, so liegt eine völkerrechtliche Garantie vor. Wird eine solche Garantie durch mehrere Garantiemächte abgegeben, so kann es sich um eine Mehrzahl von Einzelgarantien handeln, d. h., jede Schutzmacht kann unabhängig von den anderen Maßnahmen zur Sicherung der Vertragseinhaltung einleiten. Es gibt jedoch auch die Form der Kollektivgarantie, die eine Abstimmung der Garantiemächte untereinander voraussetzt. Neben der Garantie für die Einhaltung von Verträgen gibt es auch Garantien für die Erhaltung eines Zustandes oder die Wahrung von Rechten, z. B. Garantie der territorialen Integrität oder der Neutralität eines Staates.

## Garantie im Staatsrecht
Im Staatsrecht bezeichnet man die Festschreibung von Grundrechten in den Verfassungen als Garantie der Menschenrechte oder Grundrechte. Neben der Garantie von individuellen Rechten enthalten Verfassungen meist auch konstitutionelle oder institutionelle Garantien (z. B. kommunale Selbstverwaltung aus Art. 28 Abs. 2 GG) Durch die Erhebung eines politischen Organisationsprinzips in den Verfassungsrang, wird es der beliebigen Änderung durch einfache Mehrheiten entzogen und damit besonders geschützt.

## International
In Österreich ist das Gewährleistungsrecht in den §§ 922 bis § 933b ABGB geregelt. Das Konsumentenschutzgesetz (KSchG) enthält in den §§ 8 bis 9b KSchG spezifische Regeln für Verbraucher, während die Bestimmungen im ABGB allgemeine Gültigkeit besitzen und nicht nur Verträge zwischen Konsumenten und Unternehmern betreffen. Die Garantie wird generell in § 880a ABGB als zulässig angesehen. Die meisten Rechtsfragen zur Bankgarantie werden allerdings durch unmittelbare oder analoge Anwendung anderer ABGB-Bestimmungen gelöst, so etwa mit Auftragsrecht (§§ 1002 ff. ABGB) oder auch mit den Bestimmungen über die Bürgschaft (§§ 1346 ff. ABGB). Bei einer abstrakten Bankgarantie ist der Garantievertrag vom Bestand der gesicherten Hauptschuld grundsätzlich unabhängig.
Das Schweizer OR räumt dem Käufer eine Gewährleistung ein, wenn die gekaufte Sache einen Mangel aufweist. Seit Januar 2013 gilt eine Gewährleistungsfrist von zwei Jahren (Art. 210 Abs. 1 OR). Der Käufer kann Wandelung (Art. 205 Abs. 1 OR), Kaufpreisminderung (Art. 205 Abs. 1 OR) oder Ersatz (Art. 206 Abs. 1 OR) verlangen. Die Garantie gilt als „Vertrag zu Lasten eines Dritten“ gemäß Art. 111 OR; wenn jemand einem andern die Leistung eines Dritten verspricht, sie aber nicht erfolgt, ist der Versprechende zum Ersatz des hieraus entstandenen Schadens verpflichtet.
In Frankreich regelt das 1978 erlassene Verbraucherrechtsgesetz (französisch Code de la Consommation) die Gewährleistungspflicht (französisch garantie légale de conformité), während die Gewährleistung für versteckte Mängel (französisch garantie de vices cachés) aus Art. 1641 Code civil (CC) hervorgeht. Als „persönliche Sicherheiten“ (französisch sûretés personnelles) zählt Art. 2287-1 CC die Bürgschaft (französisch cautionnement), die autonome Garantie (französisch garantie autonome; Art. 2321 CC) und die Absichtserklärung (französisch lettre d´intention; Art. 2322 CC) auf. Mit der autonomen Garantie verpflichtet sich der Garant gegenüber einer von einem Dritten eingegangenen Verpflichtung, einen Betrag entweder auf erstes Anfordern (französisch à première demande) oder zu vereinbarten Bedingungen zu zahlen.
In den Ländern Südeuropas ist die Garantie erst ab 1980 in der Rechtsprechung behandelt worden. In Italien gibt es seit 2005 den Verbraucherkodex (italienisch Codice del Consumo), der sich in den Artikeln 128 bis 135 mit der Gewährleistung (italienisch garanzia legale) sowie der Garantie (italienisch garanzia convenzionale) befasst. In Spanien enthält Art. 1884 Código Civil (CC) eine Bestimmung über die Haftung für verborgene Mängel (spanisch saneamiento por vicios o defectos ocultos). War der Mangel verborgen, haftet der Verkäufer selbst dann, wenn er den Mangel selbst nicht kannte (Art. 1885 CC).
In England verspricht der Garant (englisch guarantor) im Garantievertrag (englisch contract of guarantee), für die gegenwärtige oder künftige Schuld einer zweiten Person (englisch principal debtor) aufzukommen. Sie beruht im Common Law auf dem aus 1677 stammenden „Statute of Frauds“ (Section 4). Das US-amerikanische Recht unterscheidet zwischen Garantie (englisch guaranty) und Bürgschaft (englisch suretyship). Das Versprechen das Bürgen (englisch surety) ähnelt hier jedoch einem Schuldbeitritt, weil jemand eine Verbindlichkeit übernommen hat, für die bereits ein Schuldner haftet und der Gläubiger die Leistung nur einmal verlangen kann. Die Bankgarantie ist US-Banken untersagt. Anstatt dessen entwickelte sich als Ersatz der Stand-by Letter of Credit, also ein Akkreditiv mit Sicherungszweck, wofür es mit den ERA 600 ein einheitliches internationales vertragliches Regelwerk gibt.